# Rekombinantna DNK
Rekombinantna DNK je vrsta DNK koja nastaje umjetnim putem. Ne postoji u prirodi, nego laboratorijskom genskom rekombinacijom (primjerice molekularno kloniranje) različitih vrsta. Ovim se prenosi gen jedne vrste u genom sasma druge vrste, biljne i životinjske i stvara se sekvencija nukleinske kiseline koja ne postoji u prirodi. Rekombinantnu DNK moguće je napraviti jer su sve molekule DNK svih organizama iste kemijske strukture, a razlikuju se samo u nukleotidnom nizu unutar te strukture.
Gensku rekombinaciju se primjenjuje radi proizvodnje cjepiva, inzulina i dr.
Rekombinantna DNK često se koristi u kontekstu plazmida - kratkih kružnih dijelova DNK s nekoliko gena na njima. Ubacivanjem plazmida u bakterije i uzgajanjem tih bakterija na tanjuru s agarom (kako bi se izolirali klonovi stanica bakterija), znanstvenici mogu molekularno klonirati ubačeni fragment DNK.
Za reakciju spajanja vektorske i strane DNK upotrebljava se naziv rekombinacija in vitro, dok se produkt reakcije naziva rekombinantnom DNK. Da bi se molekule rekombinantne DNK autonomno replicirale, treba ih unijeti u bakterijske ili kakve druge za to prikladne stanice.
Tehnologija rekombinantne DNK predstavlja niz molekularno-genetičkih metoda uz pomoć kojih je moguće mijenjati nasljednu tvar stanice. Razdoblje rekombinantne DNK tehnologije započelo je otkrićem restrikcijskih enzima, 70.-tih godina prošlog stoljeća. 1978. dodijeljena je Nobelova nagrada za fiziologiju i medicinu W. Arberu, H. Smithu i D. Nathansu za njihov rad na otkriću restrikcijskih enzima (endonukleaza).

## Vanjske poveznice
- Mirjana Pavlica: Mrežni udžbenik iz Genetike. Uredio Dubravko Pavoković. 20. Rekombinantna DNA tehnologija  Arhivirana inačica izvorne stranice od 18. prosinca 2017. (Wayback Machine)